# Сидоров, Александр Валентинович
Александр Валентинович Сидоров (род. 1966) — советский и российский самбист и дзюдоист, призёр чемпионатов России по дзюдо, чемпион СССР по самбо, чемпион Европы и мира по самбо, победитель международных турниров класса «А», мастер спорта СССР международного класса по самбо (1988), мастер спорта по дзюдо. Выпускник клуба «Самбо-70» 1983 года. Тренировался под руководством Давида Рудмана и Николая Козицкого.

## Спортивные результаты
- Чемпионат СССР по самбо 1990 года — ;
- Летняя Спартакиада народов СССР 1991 года — ;
- Чемпионат России по самбо 1992 года — ;
- Чемпионат России по дзюдо 1992 года — ;
- Чемпионат России по дзюдо 1994 года — ;